# ایهور دوتسنکو
ایهور دوتسنکو (انگلیسی: Ihor Dotsenko؛ زادهٔ ۲۹ ژوئیهٔ ۱۹۷۴) بازیکن فوتبال اهل ایالات متحده آمریکا است.
از باشگاه‌هایی که در آن بازی کرده‌است می‌توان به باشگاه فوتبال اسپورتینگ کانزاس‌سیتی و باشگاه فوتبال اوردینگن ۰۵ اشاره کرد.